# Giacomo Lauro (pittore)
Giacomo Lauro, noto anche come Giacomo da Treviso (Treviso, 1550 – Treviso, 1605), è stato un pittore italiano.
Fu attivo principalmente nella sua terra natia, Treviso e Venezia e fu seguace di Paolo Veronese. È autore di "San Rocco intercede per le vittime della peste".
| Controllo di autorità | VIAF (EN) 74756077 · ISNI (EN) 0000 0000 8344 7369 · CERL cnp00574589 · Europeana agent/base/101536 · ULAN (EN) 500016029 · GND (DE) 123272866 |